# Adriachem
Adriachem je kemijska tvornica sa sjedištem u Ulici dr. F. Tuđmana 344, Kaštel Sućurac.  Tvornica je osnovana 1947. pod imenom Jugovinil, a ime Adriachem dobiva 1991. godine. Osnovni proizvodi su PVC i VCM proizvodi (filmovi i cijevi), te umjetna koža koja se koristi u automobilskoj industriji i industriji namještaja. Tvornica je zatvorena od 2011. zbog financijskih i ekoloških problema.

## Vanjske poveznice
- Službene stranice Adriachema  Arhivirana inačica izvorne stranice od 7. kolovoza 2011. (Wayback Machine)
- Jugovinil Hrvatska tehnička enciklopedija, portal hrvatske tehničke baštine. LZMK